# Sporting-Klub Odessa
Sporting-Klub Odessa (ukr. «Спортінг-Клуб» Одеса (С.К.)) – ukraiński klub piłkarski z siedzibą w mieście Odessa, w południowo-zachodniej części kraju, działający w latach 1911–1919.

## Historia
Chronologia nazw:
- 1911: Stad de Odessa (ukr. «Стад де Одесса», ros. «Стадъ д’Одесса»)
- 1911: Sporting-Klub Odessa (ukr. «Спортінг-Клуб» Одеса (С.К.), ros. «Спортинг-Клуб» Одесса (С.К.))
- 1917: klub rozwiązano

Klub Stad de Odessa (Miasto Odessa) został założony w Odessie w lutym 1911 roku przez zawodników drużyn Indo (Indo-Europejski Telegraf), które rozwiązały się w przededniu rozpoczęcia pierwszych mistrzostw Odessy w piłce nożnej, drużyny studenckiej oraz drużyny Grigorija Bogemskiego, który został kapitanem Klubu Sportowego. Zespół rozegrał kilka pierwszych meczów pod nazwą "Stade d’Odessa" ("Stand Odessa"). Jesienią 1911 roku zawodnicy już grali pod nazwą Sporting-Klub.
W 1911 roku klub został jednym z założycieli Odeskiej Ligi Piłki Nożnej i wziął udział w pierwszych w historii odeskiej piłki nożnej mistrzostwach miasta.
Stadion klubu znajdował się w rejonie Bulwaru Francuskiego.
W sezonie 1913/14 Klub Sportowy po raz pierwszy został mistrzem Odessy. Zespół występował w lokalnych rozgrywkach miasta aż do swojego rozwiązania w 1917 roku.

## Sukcesy
- mistrz Odessy: 1913/14, 1915/16.
- wicemistrz Odessy: 1911/12.
- brązowy medalista mistrzostw Odessy: 1911 (wiosna), 1912/13, 1914/15.